# П'ятірка Ларіонова
П'ятірка Ларіонова — перша п'ятірка збірної СРСР з хокею з шайбою 1980-х років. До неї входили Володимир Крутов, Ігор Ларіонов, Сергій Макаров, В'ячеслав Фетисов та Олексій Касатонов.
На Заході п'ятірку Ларіонова іноді називали англ. KLM line (за першими літерами прізвищ) або англ. Green Unit (зелена п'ятірка). Таку назву вона отримала, оскільки на тренуваннях збірної СРСР виступала в зелених светрах.
У радянському хокеї існувала довга традиція створювати і згуртовувати ланки і трійки хокеїстів.
- У 40-і роки. такою трійкою були Євген Бабич, Анатолій Тарасов та Всеволод Бобров;
- у 50-ті — Євген Бабич, Віктор Шувалов і Всеволод Бобров;
- у 60-ті — Костянтин Локтєв, Олександр Альметов і Веніамін Александров; Борис Майоров, В'ячеслав Старшинов та Євген Майоров;
- у 70-ті — Борис Михайлов, Валерій Харламов і Володимир Петров, на зміну яким прийшла п'ятірка Ларіонова.

Тренер збірної СРСР і клубу ЦСКА Віктор Тихонов почав складати трійку нападників, спочатку помітивши талановитого нападника Сергія Макарова в челябінському «Тракторі» і перевівши його до ЦСКА.
Володимира Крутова, потужного лівого нападника, помітив Валерій Харламов. Крутов — вихованець школи ЦСКА.
Ігор Ларіонов, вихованець школи воскресенського «Хіміка», якого було помічено Миколою Епштейном, приєднався до них пізніше. Ці три нападники і склали знамениту трійку, відому як «КЛМ» (за першими літерами прізвищ).
П'ятірка Ларіонова у своєму традиційному складі почала виступати на кубку Канади 1981 р., коли всім було по 21-23 роки.